# Cyril Metoděj Hrazdira

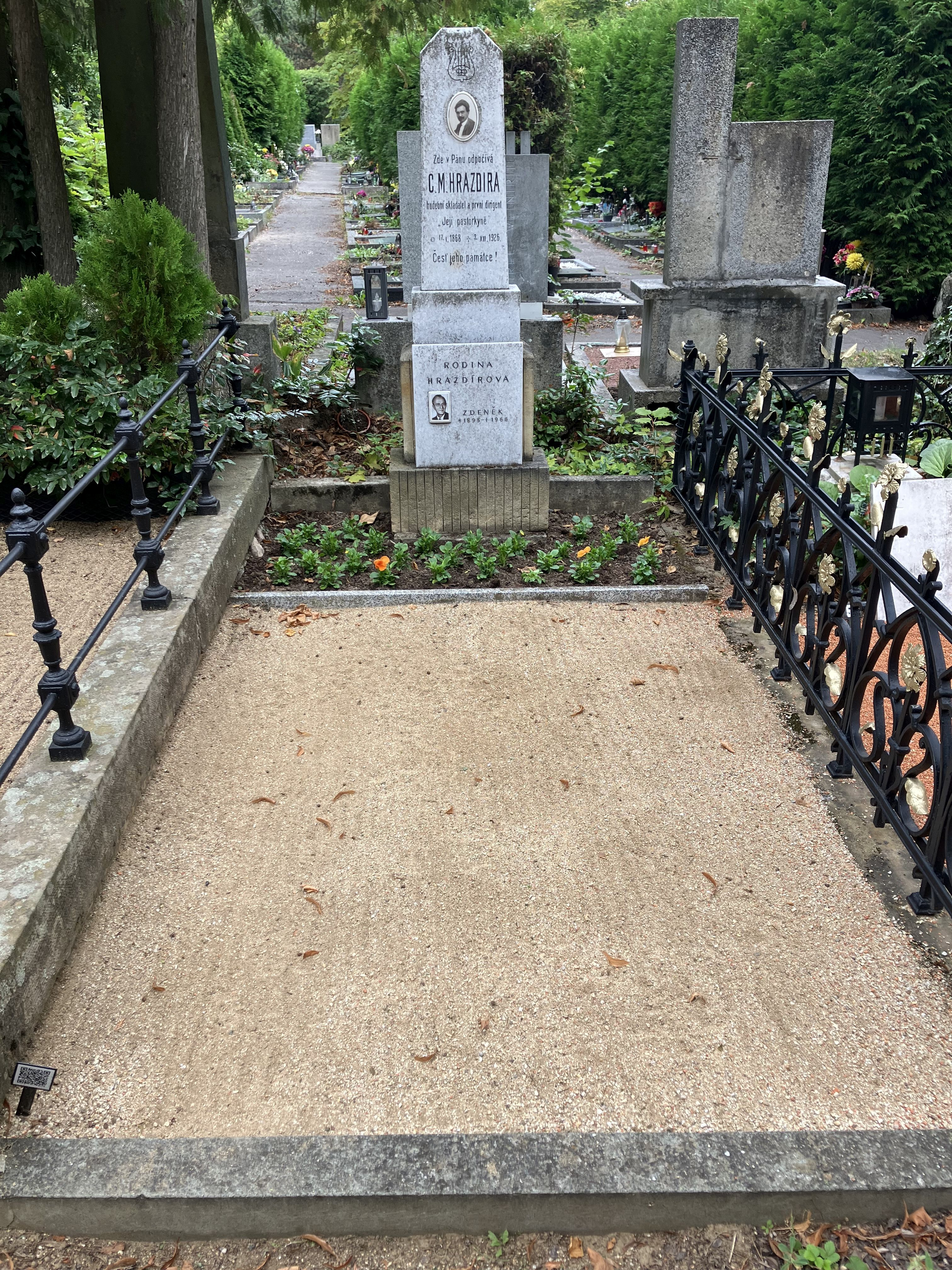
Hrob Cyrila Metoděje Hrazdiry

Cyril Metoděj Hrazdira (16. ledna 1868, Rájec nad Svitavou – 3. prosince 1926, Brno) byl moravský skladatel, dirigent a sbormistr.

## Život
Narodil se jako nejstarší z dvanácti dětí Jana Hrazdiry (1845-1932), bednáře v lihovaru a později skladníka na dráze v Rájci, a jeho manželky Mariány rozené Dosedlové (1844-1918). Základy hudebního vzdělání získal na obecné škole v rodišti u učitelů Františka Formánka a Josefa Tomáška, posléze jej rodiče poslali studovat na Slovanské gymnasium do Brna. Tamní prof. kreslení Josef Zelený si povšiml i jeho malířského talentu a doporučoval mu studia na Akademii výtvarných umění ve Vídni, Hrazdira se ale rozhodl pro hudbu a ze Slovanského gymnasia přestoupil roku 1885 na varhanickou školu Leoše Janáčka, s nímž uzavřel celoživotní přátelství. Školu absolvoval v roce 1888. Leoš Janáček jej už roku 1886 doporučil na místo varhaníka a sbormistra v bazilice Nanebevzetí Panny Marie starobrněnského kláštera, zároveň byl sbormistrem Cyrilské jednoty na Starém Brně. V té době (1887) debutoval také s vlastní tvorbou.
Vojenskou službu absolvoval v letech 1888-91 u kapely 93. pěšího pluku v Olomouci, kde se osobně poznal s řadou významných osobností (Z. Fibich, J. B. Foerster, A. Dvořák ad.). Přátelil se rovněž s tamním kapelníkem, skladatelem Josefem Nešverou, který šířil a vydával Hrazdirovu tvorbu. Posléze působil v Polské Ostravě jako ředitel kůru (12. května 1891 - 8. srpna 1898). Roku 1893 tam založil pěvecký spolek Záboj, jehož sbormistrem se stal, stejnou funkci vykonával též u spolku Lumír v sousední Moravské Ostravě. Jako takový se nemalou měrou zasloužil o povznesení kulturního a národního života na Ostravsku, často ve spolupráci s vlasteneckým skladatelem Eduardem Bartoníčkem (1855-1915). V letech 1898-99 působil Sevastopolu (kapelník námořní kapely) a posléze ve Vasilkově (kapelník 27. jízdního pluku). Po návratu z Ruska se stal ředitelem kůru v Přívoze na Ostravsku, znovu nastoupil i post sbormistra spolku Lumír.
Významné je jeho působení ve funkci dirigenta Českého národního divadla v Brně (v původní budově na Veveří ul. "U Marovských", zbourané roku 1952) od srpna 1903 do 31. ledna 1907. Jako první dirigent opery se zasloužil o kvalitní repertoár na úrovni, uvedl přes čtyřicet oper, často se zaměřoval na novinky hudební tvorby. Zdůrazňováno bývá nastudování opery Leoše Janáčka Její pastorkyňa v době, kdy byla odmítnuta ředitelem opery Národního divadla v Praze Karlem Kovařovicem, světová premiéra proběhla v Brně 21. ledna 1904, operu na jeviště uvedl Hrazdira ve spolupráci s režisérem J. Malým a ředitelem divadla Aloisem Doubravským. Dále uváděl mj. díla A. Dvořáka, J. Suka, J. B. Foerstera, B. Smetany, V. Blodka, ze světových P. I. Čajkovského, F. Liszta, C. Saint-Saënse aj. Z vlastních děl nastudoval např. operu Ječmínek, inspirovanou moravskou pověstí.
Po odchodu z divadla se živil ve Velkém Meziříčí jako učitel hudby a ředitel hud. školy, od roku 1908 jako kapelník divadelní společnosti v Moravské Ostravě. Od roku 1910 působil na Balkáně - byl městským a dómským kapelníkem ve Splitu, pak přešel do Lublaně, kde zaujal post dirigenta Slovinské filharmonie a byl prof. hudby na gymnasiu, poté dirigent v Záhřebu. Na Balkáně setrval i po vzniku Československa - přijal místo dirigenta hudebního sdružení Zvonimír ve Splitu. Teprve na sklonku života se vrátil do vlasti a žil v Brně, zajížděl také do rodného Rájce, kde pobýval u své sestry Aloisie, provd. Ederové v domě č. 244, v němž trávil stáří též Hrazdirův otec. Na tomto domě mu byla 4. 6. 2005 odhalena pamětní deska.
Zemřel na rakovinu v Brně a 6. 12. 1926 byl pochován na ústředním hřbitově (skupina č. 47, hrob č. 52; 16. 10. 2007 prohlášen Radou města Brna za čestný).

## Tvorba
Vlastní tvorba C. M. Hrazdiry je dosti široká a tematicky pestrá, coby samostatný skladatel začínal poměrně brzy už jako varhaník starobrněnského kláštera. Za působení na Ostravsku upravoval slezské lidové a hornické písně, přičemž prostřednictvím nich do jeho tvorby pronikl sociální prvek, místně a dobově typický. Právě tyto úpravy přežily z jeho díla zřejmě nejdéle. V zahraničí proslul jako neúnavný propagátor české hudby (mj. výroční koncert ve Splitu 4. 4. 1924 při příležitosti stého výročí narození Bedřicha Smetany). Jinak se věnoval víceméně všem oblastem: psal skladby pro klavír, harmonium a orchestr (ouvertura k Zeyerově dramatu Neklan, Dramatická ouvertura, suita Z přímoří, Jarní idyla aj.), významnou součástí díla jsou písně a sbory (Nálady a rozmary, Hanácky pěsničke, Boháč, Sirotám Černovským, Zbožné přání, Tři hornické písně, Hubička, Z luhů moravských aj.), dále chrámové skladby, kantáty (Te Deum laudamus, Zasněžená země, Náš hymnus aj.), opery i operety (Ječmínek, Osudná sázka (někdy též Sázka námluvčím), Poklad aj.), hudba scénická (k Jiráskově Lucerně aj.) a komorní. Skladby Te Deum laudamus a Náš hymnus byly oceněny tehdejší Českou akademií císaře Františka Josefa pro vědy, slovesnost a umění v Praze. Psal rovněž odborné články a hudební referáty, jež byly uveřejňovány v různých periodikách (Moravsko-slezský hudební věstník – redigoval jeho přítel E. Bartoníček; Lidové noviny aj.)